# 東哈里奇 (麻薩諸塞州)
東哈里奇（英語：East Harwich）是位於美國麻薩諸塞州巴恩斯特布爾縣的一個普查規定居民點。

## 人口
根據2020年美國人口普查的數據，東哈里奇的面積為22.72平方千米，當中陸地面積為20.77平方千米，而水域面積為1.94平方千米。當地共有人口5250人，而人口密度為每平方千米231.07人。